# GLMN
GLMN‏ (Glomulin, FKBP associated protein) هوَ بروتين يُشَفر بواسطة جين GLMN في الإنسان.